# عبد الكريم نمديل
عبد الكريم نمديل (3 أكتوبر 1989 في سطيف في الجزائر - ) هو لاعب كرة قدم جزائري في مركز الدفاع.

## روابط خارجية
- عبد الكريم نمديل على موقع قاعدة بيانات كرة القدم.إي يو (الإنجليزية)